# Далал Мидхат Талакић
Далал Мидхат Талакић (девојачки Мидхат; Сарајево, 5. август 1981), босанскохерцеговачка је поп певачица и текстописац суданског порекла.
Била је део босанскохерцеговачке делегације на Песми Евровизије 2016. у Стокхолму, заједно са Дином, Џалом и Аном Руцнер. Њихова песма Љубав је, коју су извели у првом полуфиналу 10. маја, није успела да се пласира у финале такмичења.

## Биографија
Далал је рођена 5. августа 1981. у Сарајеву. Са свега 5 година родитељи су је уписали у нижу музичку школу и од најранијег детињства певала је у школском хору. Потом је наставила своје музичко образовање у Сарајеву и Загребу, а први јавни наступ имала је у концертној дворани Ватрослав Лисински у Загребу 1995, на такмичењу хорова, где је извела своју оригиналну композицију. Године 1999. основала је музичку групу Ерато, прво замишљену као петочлани женски бенд, али након кратког времена у групи су остали само Далал и Аида Јашаревић. Са групом Ерато објавила је два студијска албума на којима је била комплетан аутор већине композиција. Током десетогодишње каријере у Ерату, Далал је освојила бројне домаће награде, укључујући и 4 музичке награде Даворин и гран при првог БХ радијског фестивала.
Након што се 2009. група распала, Далал се повлачи са музичке сцене у БиХ. Након петогодишње музичке паузе, на музичку сцену се враћа синглом Гдје сам ја који је објавила 2014. године, док нови сингл под називом Бомбон издаје већ наредне године.
Сарађивала је са бројним музичарима са простора бивше Југославије, попут Тонија Цетинског и Жака Худека. Током посете Папе Фрање Сарајеву отпевала је композицију Amazing Grace.
Јавни РТВ сервис БиХ званично је 25. новембра 2015. објавио да ће Далал заједно са Фуадом Бацковићем представљати ту земљу на Песми Евровизије 2016. у Стокхолму. Песма под називом Љубав је званично је представљена 19. фебруара, а на евровизијској сцени изведена током прве полуфиналне вечери 10. маја. У полуфиналу је босанскохерцеговачка песма заузела 11. место са 104 поена, и није се пласирала у финале.